# Manuela Sancho
Manuela Sancho (Plenas, 16 de junho de 1784 - Saragoça, 7 de abril de 1863) foi uma revolucionária espanhola, que lutou na linha de frente na batalha contra o exército francês de Napoleão, durante a guerra da independência de Saragoça. É reconhecida pelos saragoçanos como uma heroína de guerra.

## Biografia
Nascida como Manuela Sancho e Bonafonte, no dia 16 de junho de 1784, em Plenas, na província espanhola de Saragoça. Filha mais velha de María Bonafonte Yus e Juan Antonio Sancho Artal, dentre os cinco filhos; Seus pais a batizaram na Igreja de Nossa Senhora da Piedade, de Plenas. Viviam em uma zona rural até seus 12 anos, quando se mudaram para a capital Saragoça. Em 1810, casou-se com Manuel Martínez; após a morte de Martínez, casou-se com Joaquín Tapieca, que faleceu no ano de 1849; E em 1853, casou-se com Santiago.
Durante o primeiro cerco da França à cidade de Saragoça, em junho de 1808, as mulheres não podiam pegar em armas. Sancho colaborou fornecendo provisões aos soldados. Durante o segundo cerco , em dezembro de 1808, Sancho entrou na batalha, primeiramente agindo na defesa do Convento de São José, que foi transformado em um forte; depois foi para as trincheiras, passando a lutar na linha de frente. Em fevereiro de 1809, foi ferida por uma bala e levada para o Hospital de Nossa Senhora de Gracia. Sancho se recuperou, e sua bravura foi reconhecida pelo capitão-general Palafox, que a condecorou com uma fita de mérito e a concedeu uma pensão de meia peseta diária.
Faleceu no dia 7 de abril de 1863, na cidade de Saragoça, devido a uma pneumonia; e foi sepultada no cemitério de Torrero.

## Pós morte
No dia 15 de junho de 1908, os restos mortais de Sancho foram transferidos para a cripta da Capela da Anunciação, na igreja de Nossa Senhora do Portillo, junto com outras heroínas de guerra. Uma rua da cidade de Saragoça foi batizada com seu nome; e há uma placa em sua homenagem na Praça do Portillo; e sua casa foi transformada em um museu etnográfico, em sua homenagem.

Em 2020, seus restos mortais, junto com os de outras heroínas de guerra, foram exumados para estudos antropológicos e a realização de um documentário. Após os estudos, os restos mortais das heroínas foram levados novamente para a igreja, acompanhados de um desfile militar e escolta.